# Prêmio TVyNovelas de 2011
29º Prêmio TVyNovelas

Novela: 

Para Volver a Amar
Atriz: 

Angelique Boyer
Ator: 

Fernando Colunga
O Prêmio TVyNovelas 2011 foi a 29ª edição do Prêmio TVyNovelas, prêmio entregue pela revista homônima aos melhores artistas e produções da televisão mexicana referente ao ano de 2010. O evento ocorreu no dia 6 de Março de 2011 em Acapulco. Foi transmitido pela emissora mexicana Canal de las Estrellas e apresentado pelos atores Maite Perroni e Raúl Araiza e pela apresentadora Ximena Navarrete.